# Jakobskapelle (Lechbruck am See)

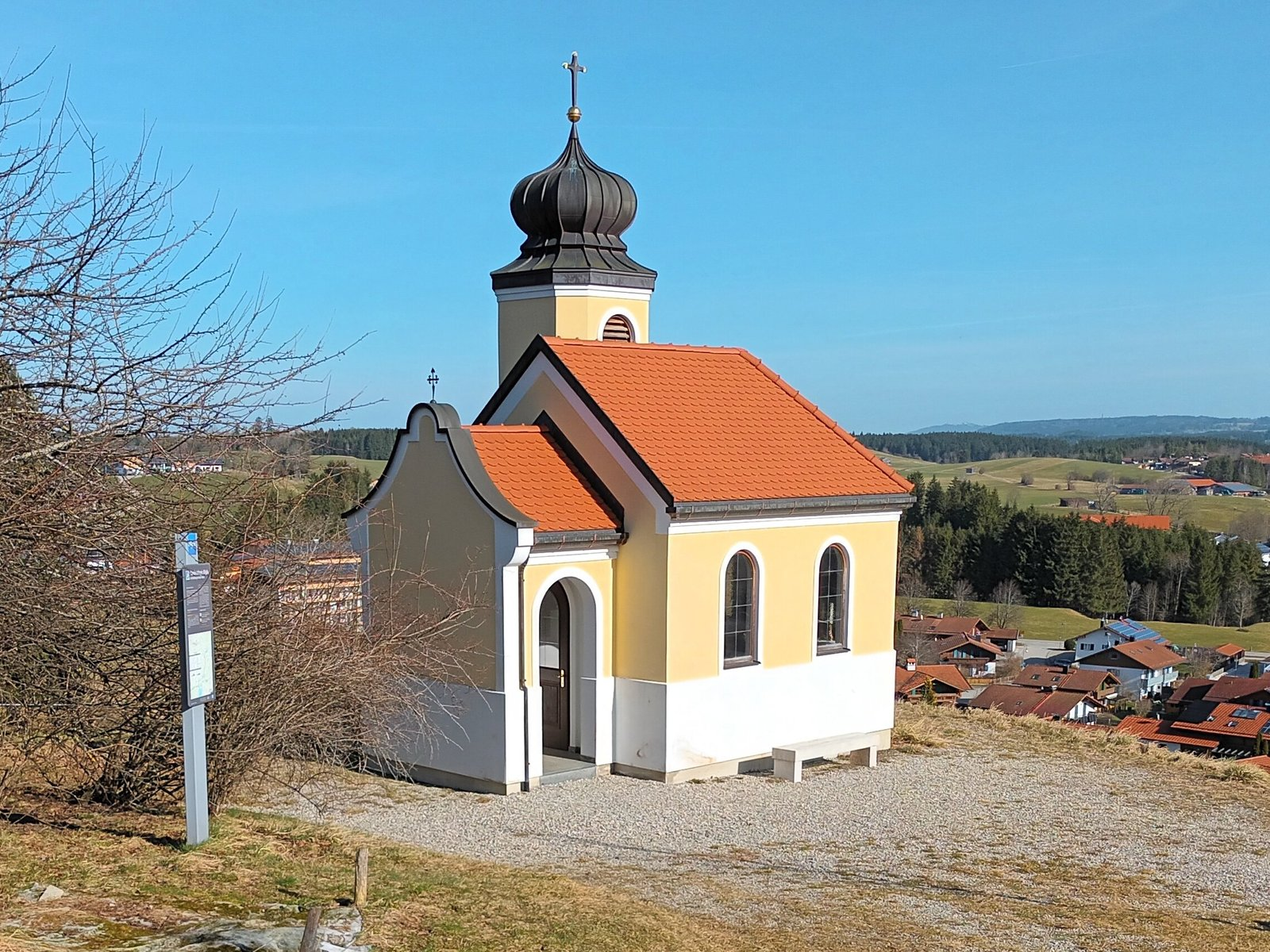
Die Jakobskapelle auf der Gsteig bei Lechbruck

Die Jakobskapelle ist eine römisch-katholische Kapelle in der bayerisch-schwäbischen Gemeinde Lechbruck am See, die 2018 erbaut wurde.

## Lage
Die Kapelle steht auf der Gsteig, einem auf einer Anhöhe gelegenen Lechbrucker Gemeindeteil nordwestlich des Dorfes mit Aussicht auf Lechbruck, den Lechstausee und die Alpen. In unmittelbarer Nähe der Kapelle liegt im Westen ein Hotel mit Golfanlage und im Süden am Hang ein kleiner Skilift. An der Kapelle vorbei führt der Münchner Jakobsweg.

## Geschichte
Am Ort der Kapelle stand früher schon einmal eine Jakobskapelle, die an einer Abzweigung am Kirchenweg nach Bernbeuren lag und für das Dorf Lechbruck, damals noch ohne eigene Pfarrei, das einzige ortsnahe Gotteshaus war. Diese ursprüngliche Kapelle wurde 1525 im Bauernkrieg vollständig zerstört. Die neue Kapelle wurde zwischen 2014 und 2018 errichtet und erhielt den Namen Zur Göttlichen Barmherzigkeit und zum hl. Apostel Jakobus. Sie wurde am 22. Juli 2018 durch Weihbischof Florian Wörner geweiht.

## Architektur und Ausstattung
Das Gebäude hat ein Satteldach, einen Vorbau und einen seitlich angebauten Zwiebelturm. Der Altar ist ein ehemaliger Marienaltar aus einem aufgelösten Franziskanerkloster in Günzburg und hat eine Nische mit einer Holzstatue des hl. Jakob, die für die neue Kapelle angefertigt wurde. Eine wertvolle restaurierte Statue des hl. Nepomuk stammt aus der Schweiz. Die Kirchenglocke ist die ehemalige Nepomuk-Glocke der Lechbrucker Pfarrkirche Mariä Heimsuchung. Sie wurde 1898 in Kempten gegossen und ist die einzige Glocke der Pfarrkirche, die während der Weltkriege nicht eingeschmolzen wurde.